# Efeméra (rostlina)

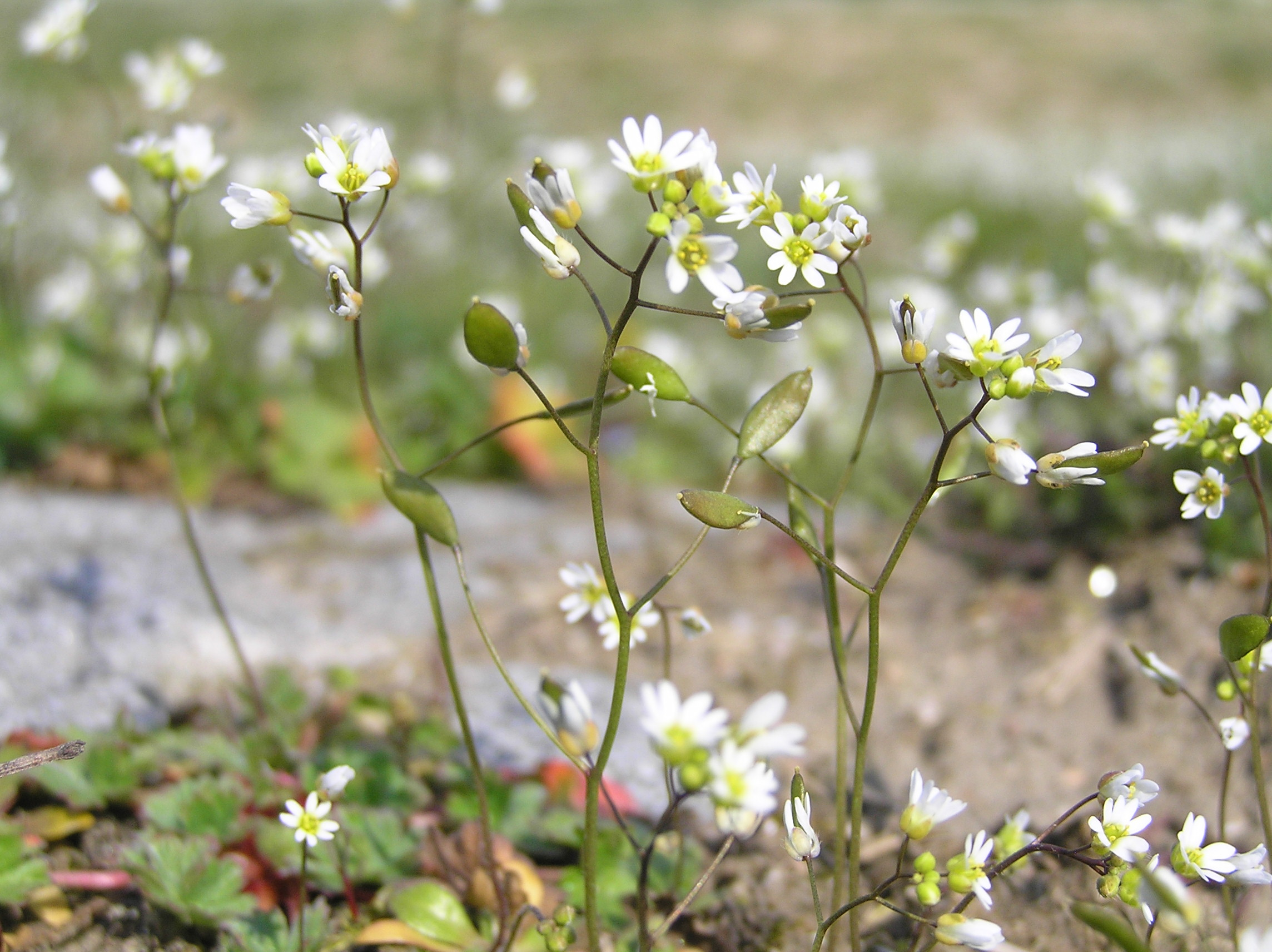
Osívka jarní (Erophila verna), typická efeméra

Efeméry (též efemery) jsou jednoleté rostliny s velmi rychlým životním cyklem, které žijí jen několik týdnů. Jejich typickými adaptačními rysy jsou vysoká rychlost vývinu a rychlý nástup kvetení a zpravidla velmi malý vzrůst s krátkými slabými kořínky. Zrychlený životní cyklus umožňuje efemérním rostlinám využít krátké období optimálních životních podmínek, například časně zjara, kdy je dostatek vláhy a světla a ještě nejsou zastíněny konkurenčně zdatnějšími druhy. Nadzemní část po odkvetení a dozrání semen rychle hyne, zbytek vegetační doby přežívá pouze v podobě semen. 
Podobnou životní strategii volí i některé vytrvalé rostliny, u kterých ale odumírá pouze nadzemní část a zimu přečkávají zásobní orgány (cibule, hlízy, oddenky aj.); ty se nazývají efemeroidy (např. sněženka podsněžník, sasanka hajní a další typické druhy jarního aspektu v listnatých lesích).

## Životní strategie a adaptace

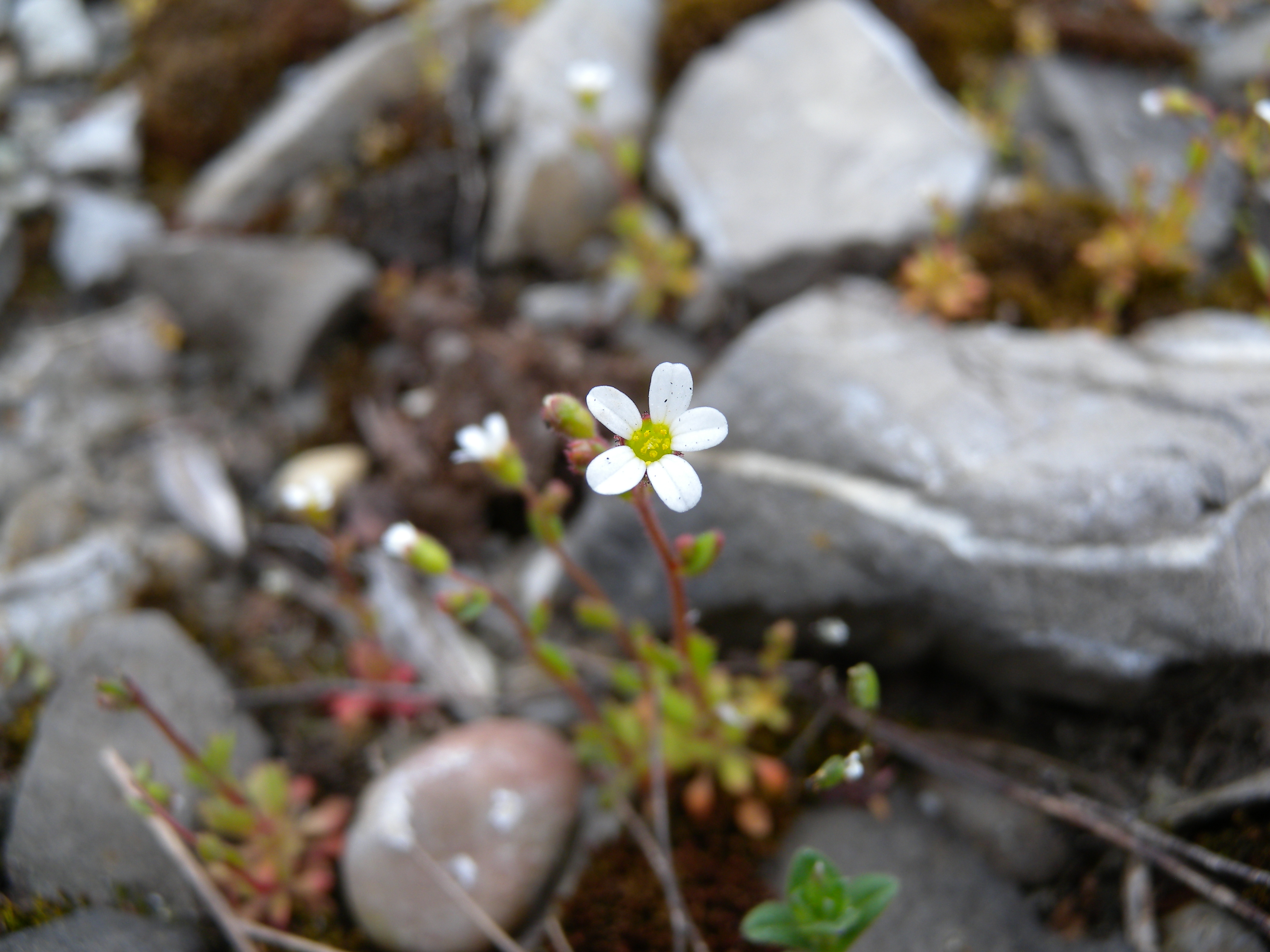
Lomikámen trojprstý

Efeméry jsou v zásadě mezofilní druhy, které potenciální nedostatek životně důležitých podmínek (vláha, světlo, živiny) na stanovišti řeší extrémním zrychlením svého životního cyklu. Někdy klíčí v příznivých podmínkách už během zimy, kterou přečkávají ve stadiu semenáčků; v období časného jara prodělávají hlavní etapu růstu. Jejich tělesná stavba je zcela podřízena nutnosti rychle vytvořit květy a semena, na nichž závisí přežití druhu a rostliny tedy do nich investují největší část energie; stonek, vzrůst, listová plocha i kořenová soustava jsou oproti tomu značně malé a slabé (projev neotenie). Rozmnožují se pouze generativně, vegetativní množení není vyvinuto, neboť jedinci záhy po odplození hynou; semena jsou naopak vzhledem k celkové velikosti rostliny poměrně veliká.

## Typická stanoviště

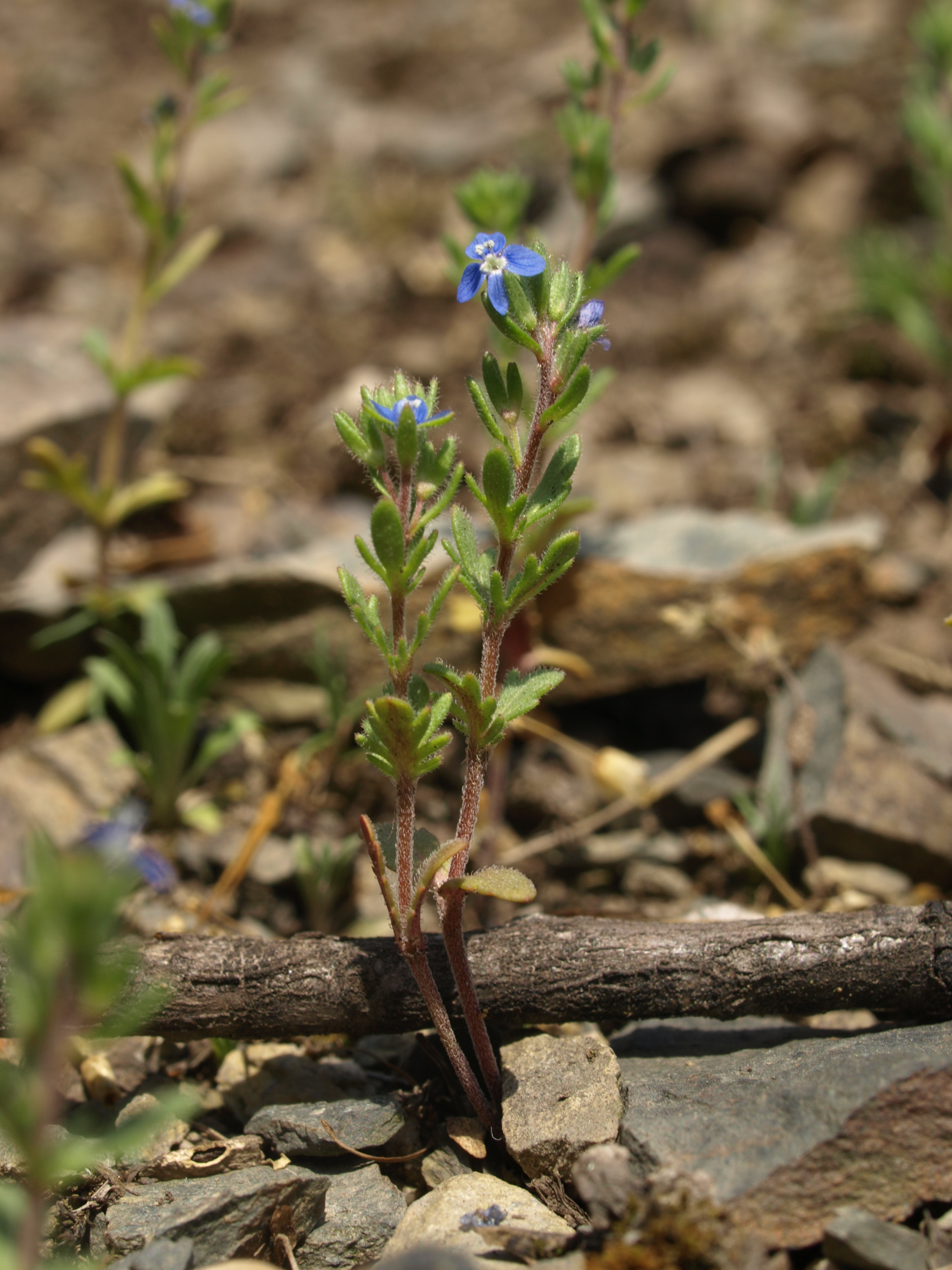
Rozrazil Dilleniův

Rostlinné efeméry se často vyskytují v řídce zapojených suchých trávnících, jako pionýrská vegetace na písčinách, na skalních hranách a ploškách s mělkou půdou narušovanou jehlovým ledem nebo na mechanicky narušovaných plochách a ruderalizovaných stanovištích. Jde obvykle o místa s rychlým střídáním teplotních extrémů, silnou větrnou a teplotní erozí a hrozícím stresem ze sucha. Živinami jsou obvykle chudá nebo jen jednostranně zásobená. Existují též pouštní efeméry využívající ke svému růstu krátká období vláhy v jinak vyprahlém prostředí; efemérní strategii využívají i některé jednoleté plevele.

## Zástupci v české květeně
Mezi pravé efeméry zastoupené v české flóře patří například osívka jarní (Erophila verna), plevel okoličnatý (Holosteum umbellatum), chudina zední (Draba muralis), huseník ouškatý (Arabis auriculata), huseníček rolní (Arabidopsis thalliana), rožec nízký (Cerastium pumilium), lomikámen trojprstý (Saxifraga tridactylites), pochybek prodloužený (Androsace elongata), písečnice douškolistá (Arenaria serpyllifolia), bělolist nejmenší (Filago minima), myší ocásek nejmenší (Myosurus minimus) a rozrazily časný (Veronica praecox), jarní (Veronica verna), Dilleniův (Veronica dillenii) či břečťanolistý (Veronica hederifolia).